# فاليري ليماسوف
فاليري ليماسوف (بالروسية: Лимасов, Валерий Павлович)‏ (مواليد 5 ديسمبر 1955) هو ملاكم روسي، مثّل بلاده في الألعاب الأولمبية الصيفية 1976.

## روابط خارجية
فاليري ليماسوف على موقع أوليمبيديا (الإنجليزية)